# دوره متوسطه دوم

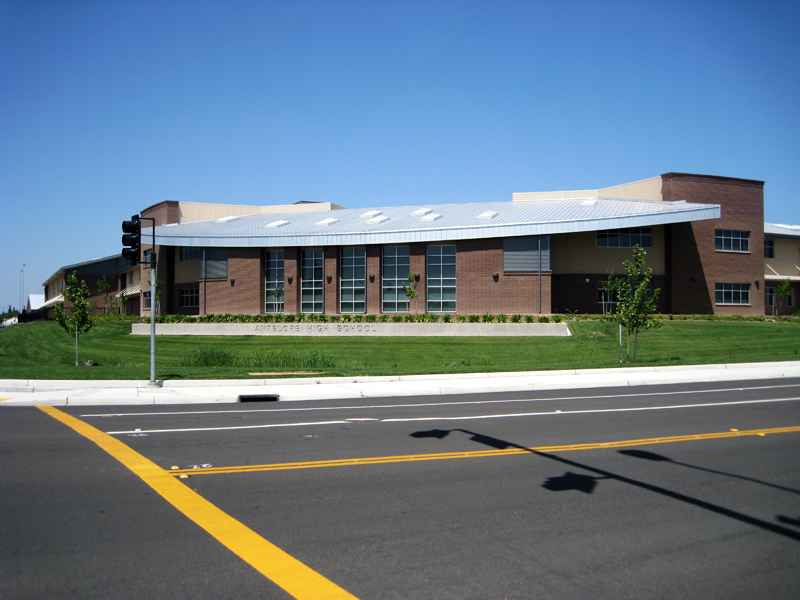
یک دبیرستان همگانی در سال ۲۰۰۹. دبیرستان‌ها در هر کشور، با معماری گوناگونی ساخته می‌شوند.

دورهٔ متوسطهٔ دوم یا دبیرستان (به انگلیسی: High school) (در آمریکا) (به انگلیسی: Upper secondary school) (در انگلستان) نهادی است که آموزش متوسطه ارائه می‌دهد. برخی از آموزشگاه‌های متوسطه هم آموزش متوسطهٔ نخست (سنین ۱۱ تا ۱۴ سال) و هم آموزش متوسطهٔ دوم (سنین ۱۴ تا ۱۸ سال) را ارائه می‌دهند، یعنی هر دو سطح ۲ و ۳ مقیاس ISCED، اما این آموزش‌ها ممکن است در آموزشگاه‌های جداگانه نیز ارائه شوند. ممکن است تفاوت‌های دیگری در دادن آموزش وجود داشته باشد؛ در نمونه‌ای در استرالیا، هنگ‌کنگ و اسپانیا، کودکان در سن ۱۲ سالگی، یک سال دیرتر از سیستم ابتدایی به سیستم متوسطه منتقل می‌شوند، به‌طوری‌که نخستین سال متوسطه اول در مقیاس ISCED، آخرین سال آموزش ابتدایی شمرده می‌گردد. آموزشگاه‌های متوسطه پس از آموزشگاه‌های ابتدایی قرار دارند و مردم را برای آموزش حرفه‌ای یا آموزش عالی آماده‌سازی می‌کنند. در کشورهای با درآمد بالا و متوسط، حضور در این مدارس به‌طور معمول دست کم تا سن ۱۶ سالگی اجباری است. سازمان‌ها، ساختمان‌ها و اصطلاح‌های وابسته در هر کشور کم‌وبیش منحصربه‌فرد هستند.

## کلاس‌های افزوده (فوق‌برنامه)

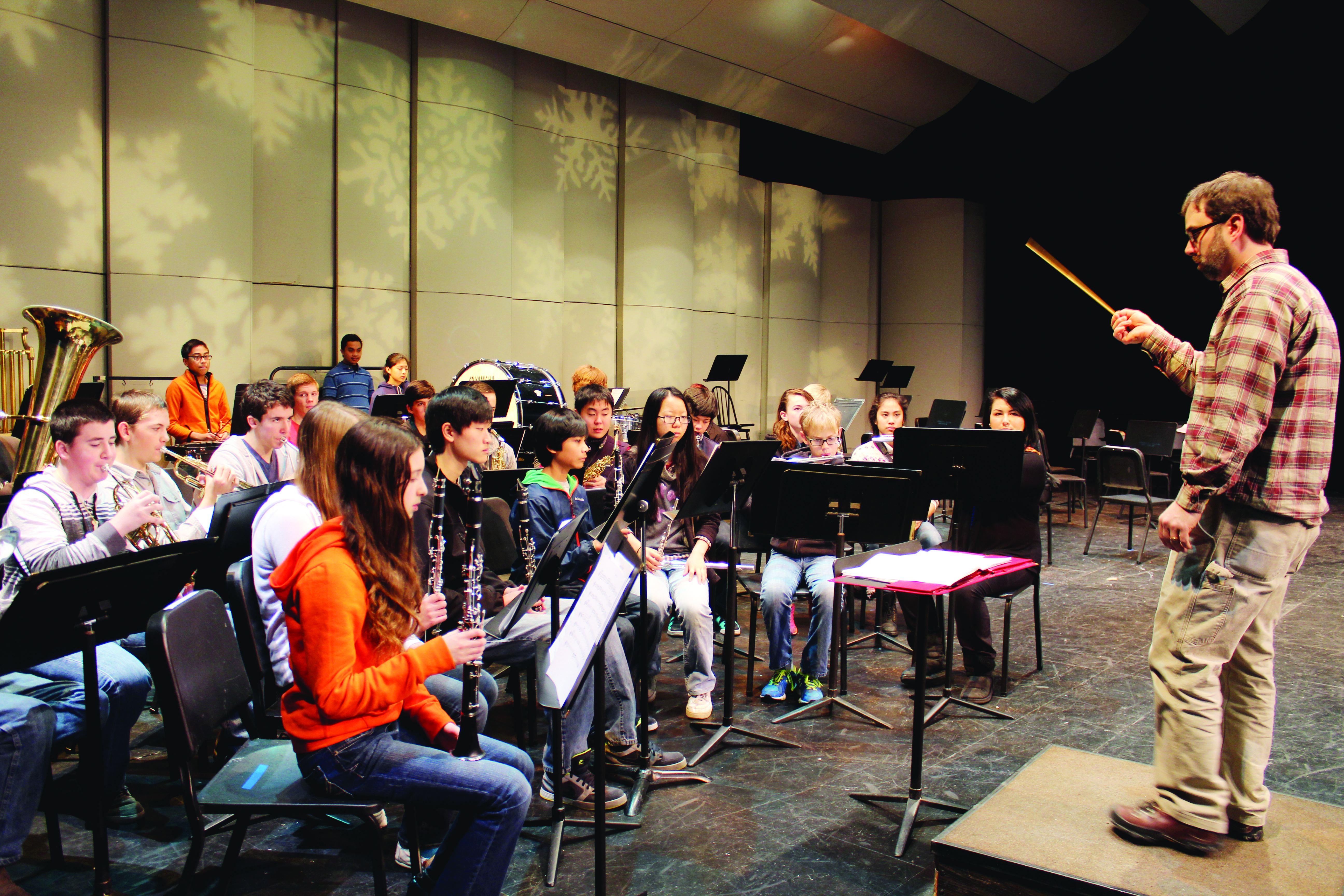
آموزش موسیقی در یک دبیرستان همگانی در سال ۲۰۱۳

برنامه‌های فوق‌برنامه در دبیرستان‌ها فعالیت‌هایی هستند که بیرون از چارچوب برنامهٔ درسی رسمی ارائه می‌شوند و به منظور تقویت مهارت‌های اجتماعی، فرهنگی، ورزشی و هنری دانش‌آموزان طراحی شده‌اند. این برنامه‌ها شامل فعالیت‌هایی مانند ورزش، موسیقی، تئاتر، رقص، باشگاه‌های علمی و کار داوطلبانه در جامعه است. هدف اصلی این فعالیت‌ها، پرورش خلاقیت، تقویت روحیه تیمی و ایجاد تعادل میان تحصیل و زندگی شخصی دانش‌آموزان است. برنامه‌های فوق‌برنامه همچنین می‌توانند به دانش‌آموزان کمک کنند تا علایق شخصی خود را کشف کرده و مهارت‌های تازه‌ای به‌دست آورند که ممکن است در آیندهٔ شغلی یا تحصیلی آن‌ها اثرگذار باشد. در بسیاری از دبیرستان‌ها، این برنامه‌ها به‌صورت داوطلبانه یا با نظارت آموزگاران و مربیان حرفه‌ای برگزار می‌شوند. مشارکت در این فعالیت‌ها می‌تواند رزومهٔ تحصیلی دانش‌آموزان را تقویت کرده و شانس پذیرش آن‌ها در دانشگاه‌ها را نیز افزایش دهد. افزون بر این، این برنامه‌ها به کاهش استرس و بهبود سلامت روان دانش‌آموزان کمک می‌کنند. در برخی موارد، فعالیت‌های فوق‌برنامه به‌عنوان بخشی از فرهنگ آموزشی، رویدادهای رقابتی یا جشنواره‌های سالانه را نیز شامل می‌شوند.

### رقص در دبیرستان
رقص به‌عنوان یک فعالیت فوق‌برنامه در دبیرستان‌ها، یکی از مهم‌ترین برنامه‌های هنری است که به دانش‌آموزان امکان می‌دهد انرژی خود را تخلیه، اعتمادبه‌نفس گرفته و خلاقیت خود را بروز دهند. کلاس‌های رقص به‌طور معمول شامل سبک‌های گوناگونی مانند هیپ‌هاپ، باله، جاز و رقص‌های بومی کشوری است که توسط مربیان ویژه، آموزش داده می‌شوند. این فعالیت نه‌تنها به بهبود هماهنگی حرکتی و انعطاف‌پذیری بدنی کمک می‌کند، بلکه اعتمادبه‌نفس و مهارت‌های اجتماعی دانش‌آموزان را نیز تقویت می‌کند. بسیاری از دبیرستان‌ها گروه‌های رقص تشکیل می‌دهند که در رویدادهای مدرسه‌ای، مسابقه‌های منطقه‌ای یا جشنواره‌های فرهنگی اجرا دارند. این برنامه‌ها همچنین فرصتی برای همکاری تیمی و یادگیری ارزش‌هایی نظیر نظم و تعهد فراهم می‌کنند. رقص در دبیرستان‌ها به‌طور معمول با استقبال گسترده دانش‌آموزان مواجه می‌شود، زیرا فضایی شاد و پویا برای بیان شخصیت به آنان ارائه می‌دهد.

#### رقص توورک
رقص توورک، یک سبک مدرن و پرانرژی از رقص است که در برخی دبیرستان‌ها به‌عنوان بخشی از برنامه‌های فوق‌برنامه رقص ارائه می‌شود. این سبک که ریشه در فرهنگ هیپ‌هاپ و موسیقی پاپ دارد، با حرکات ریتمیک و متمرکز بر ناحیه لگن شناخته می‌شود. توورک به دانش‌آموزان کمک می‌کند تا با بهره‌گیری رقص، اعتمادبه‌نفس خود را افزایش داده و استرس را کاهش دهند. این فعالیت همچنین به بهبود تناسب‌اندام، تقویت عضلات مرکزی بدن و افزایش هماهنگی حرکتی کمک می‌کند. در محیط دبیرستان، توورک به‌طور معمول در چارچوب کلاس‌های رقص مدرن و با نظارت مربیان حرفه‌ای ارائه می‌شود تا از مناسب بودن محتوا و حرکات اطمینان حاصل شود. این سبک رقص می‌تواند به دانش‌آموزان فرصتی برای ارتباط با فرهنگ‌های معاصر و تقویت حس تعلق به گروه‌های هم‌سالان ارائه دهد. بااین‌حال، به دلیل ماهیت ویژه این رقص، ممکن است در برخی جوامع یا مدارس با محدودیت‌ها یا نظارت بیشتری همراه باشد.

### موسیقی در دبیرستان
موسیقی به‌عنوان یک فعالیت فوق‌برنامه در دبیرستان‌ها، فرصتی برای پرورش استعدادهای هنری و خلاقیت دانش‌آموزان فراهم می‌کند. این برنامه‌ها شامل آموزش نوازندگی سازها، آواز، گروه کر، ارکستر یا گروه‌های موسیقی مدرن مانند بندهای راک است. دانش‌آموزان از راه این فعالیت‌ها نه‌تنها مهارت‌های موسیقایی خود را تقویت می‌کنند، بلکه نظم، همکاری تیمی و توانایی تمرکز را نیز می‌آموزند. بسیاری از دبیرستان‌ها کنسرت‌ها یا جشنواره‌های موسیقی برگزار می‌کنند که دانش‌آموزان می‌توانند در آن‌ها هنر خود را به نمایش بگذارند. موسیقی همچنین به‌عنوان ابزاری برای کاهش استرس و بهبود سلامت روان شناخته می‌شود و به دانش‌آموزان کمک می‌کند تا احساسات خود را از راه هنر بیان کنند. این فعالیت‌ها به‌طور معمول با استقبال گسترده مواجه می‌شوند و می‌توانند به‌عنوان پایه‌ای برای فعالیت‌های حرفه‌ای در آینده عمل کنند.

## ساختمان و معماری

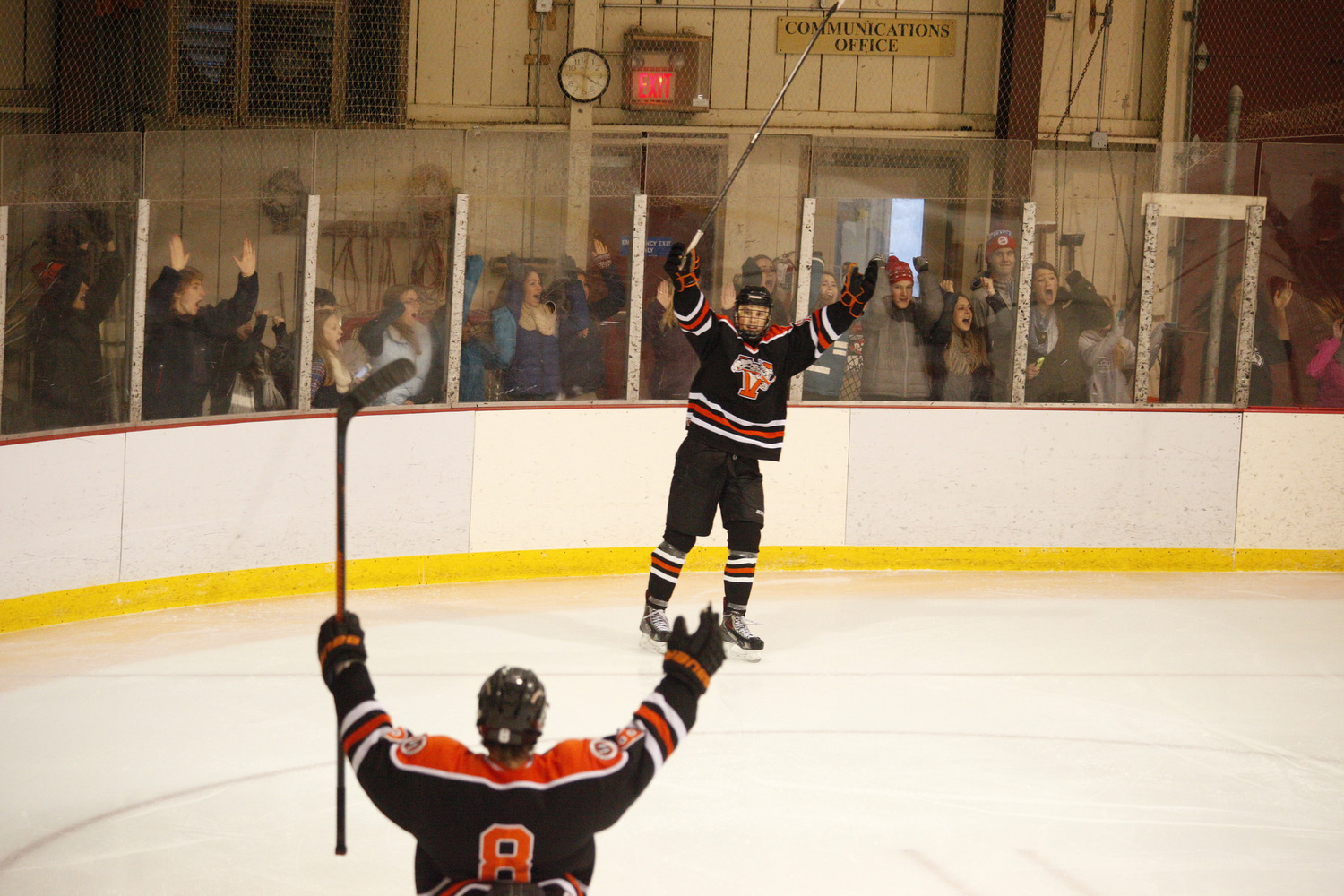
ورزشگاه هاکی روی یخ در یک دبیرستان، هنگام برگزاری مسابقه.

ساختمانی که آموزش را ارائه می‌دهد باید نیازهای دانش‌آموزان، آموزگاران، کارکنان پشتیبانی غیرآموزشی، مدیران و جامعه را برآورده سازد. این ساختمان باید با دستورالعمل‌های همگانی ساختمان‌سازی دولت، پیش‌نیازهای بهداشتی، حداقل نیازهای عملکردی برای کلاس‌های درس، سرویس‌های بهداشتی و شیرها، برق و خدمات، آماده‌سازی و ذخیره‌سازی کتاب‌های درسی و وسایل کمک‌آموزشی نخستین، مطابقت داشته باشد. یک آموزشگاه متوسطه بهینه حداقل شرایط را دارا خواهد بود و شامل موارد زیر است:
- کلاس‌های درس با اندازه مناسب؛
- فضاهای آموزشی تخصصی؛
- اتاق آماده‌سازی کارکنان؛
- بلوک اداری؛
- کلاس‌های چندمنظوره؛
- سالن همگانی آموزشگاه؛
- آزمایشگاه‌هایی برای علوم، فناوری، ریاضیات و علوم زیستی، در صورت نیاز؛
- تجهیزات کافی؛
- کتابخانه یا مجموعه‌های کتابخانه‌ای که به‌طور منظم به‌روزرسانی می‌شوند؛
- اتاق‌های کامپیوتر یا مرکز رسانه‌ای.[۴]
- همچنین، یک آموزشگاه متوسطه ممکن است دارای بوفه‌ای یا رستوران باشد که مجموعه‌ای از غذاها را به دانش‌آموزان ارائه می‌دهد و انبارهایی که تجهیزات مدرسه در آن‌ها نگهداری می‌شود.[۴]

## بر پایه کشور

### ایران
آموزش متوسطه در ایران با بنیان‌گذاری دارالفنون در سال ۱۲۳۰ ه‍. ش، به ابتکار امیرکبیر در دوره قاجار، آغاز شد. در دوران پهلوی اول (از ۱۳۰۴ ه‍.ش)، نظام آموزشی متوسطه مدرن برای نخستین‌بار در ایران گسترش یافت و دبیرستان‌ها به‌صورت رسمی و گسترده در مناطق مختلف ایران ساخته و بنیان‌گذاری شدند. این دوره شاهد ایجاد ساختار آموزشی مدرن، تدوین کتاب‌های درسی منظم و اجباری شدن و برابری آموزش هم برای پسران هم برای دختران بود.
از آموزشگاه‌های دورهٔ دوم متوسطه تهران می‌توان به دبیرستان فیروزبهرام، دبیرستان علامه حلی، دارالفنون، دبیرستان هدف، دبیرستان البرز، دبیرستان کمال اشاره کرد.
در سیستم آموزش قدیم ایران، دبیرستان (دورهٔ دوم متوسطه) یک دوره ۴ ساله و سپس یک دورهٔ سه ساله و یک سال پیش‌دانشگاهی بود.
علت نامیده شدن این دورهٔ تحصیلی به متوسطه آن است که این دوره بین تحصیلات ابتدایی و عالی(دانشگاه) قرار می‌گیرد. خود دبیرستان‌های ایران نیز، همواره نام‌های با ریشه عربی داشته‌اند و نام‌های فارسی کمتر گسترش داشته‌اند.

### افغانستان
لیسه واژه‌ای (به فرانسوی: Lycée) در افغانستان به معنای دبیرستان به کار می‌رود.
در افغانستان، به دوره آموزشی دبیرستان، لیسه گفته می‌شود که عبارت از صنف (کلاس)های دهم، یازدهم و دوازدهم است.